# Filippo Maria Visconti
Filippo Maria Visconti, född 1392, död 13 augusti 1447, var hertig av Milano från 1412 till sin död. 
Vid hans far Gian Galeazzo Viscontis död fick Filippo Maria ärva Pavia och flera andra städer, även om det var brodern Gian Maria som ärvde hertigtiteln. Under Gian Marias tioåriga regeringstid var hertigdömet i upplösning, och efter en sammansvärjning tog Filippo Maria över som hertig av Milano. 
Filippo Maria försökte återupprätta familjens makt, och med hjälp av condottiero Carmagnola lyckades han återerövra Lombardiet. Carmagnolas framgång fick dock hertigen Visconti att känna sig hotad, och condottieron tvingades därför fly. Under exilen bildade dock Carmagnola en allians mot Visconti, som tvingades avstå Brescia och Bergamo till Venedig. 
Hertigen var under sina sista år i krig med sin svärson Francesco Sforza, som allierade sig med Venedig och Florens. Filippo Maria Visconti avled 1447 och blev den sista av huset Visconti som härskade över Milano. 

## Galleri

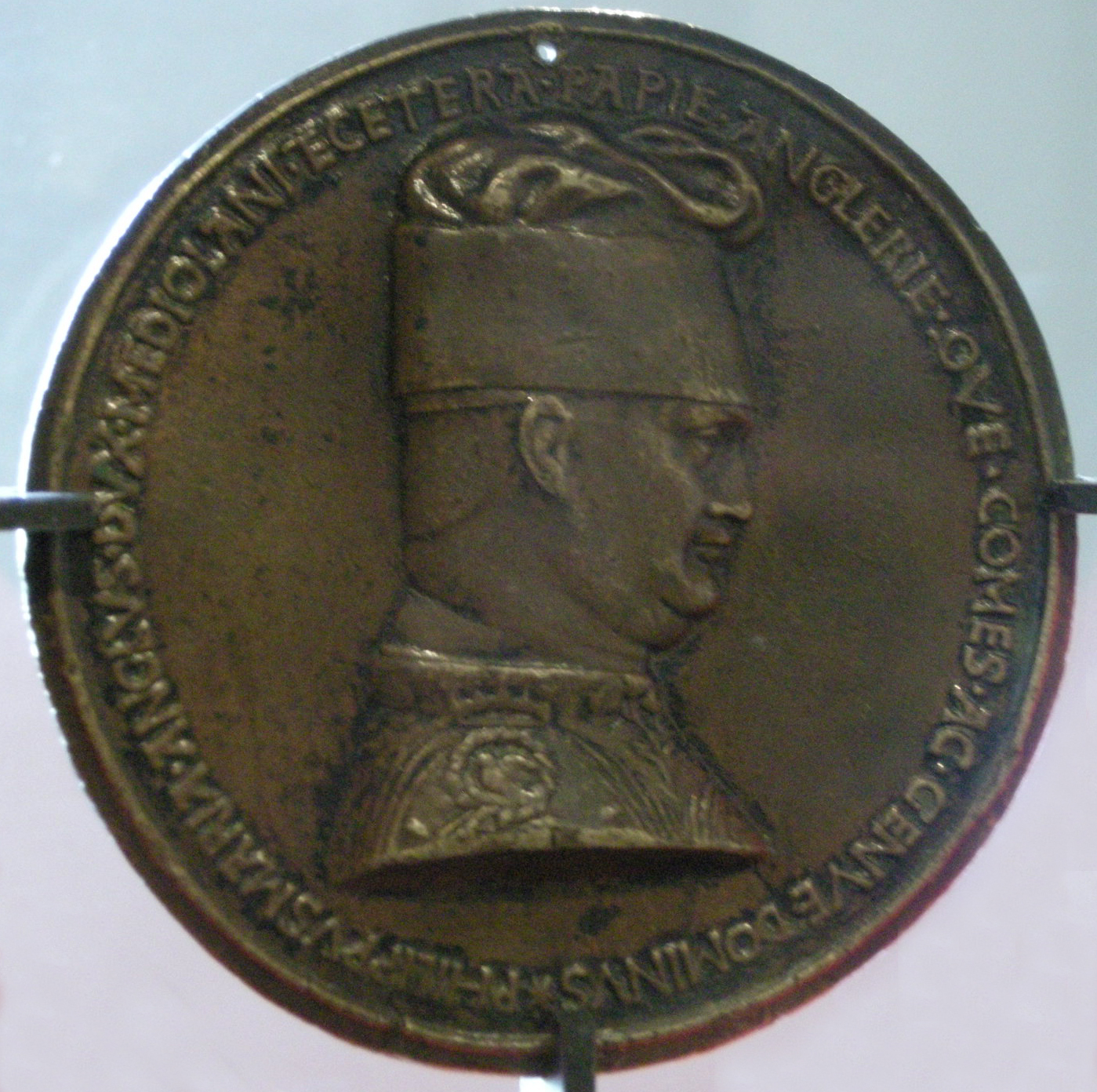
Hertig Filippo Maria Visconti på porträttmedalj av Pisanello